# Вьё Лион — Катедраль Сен-Жан (станция метро)

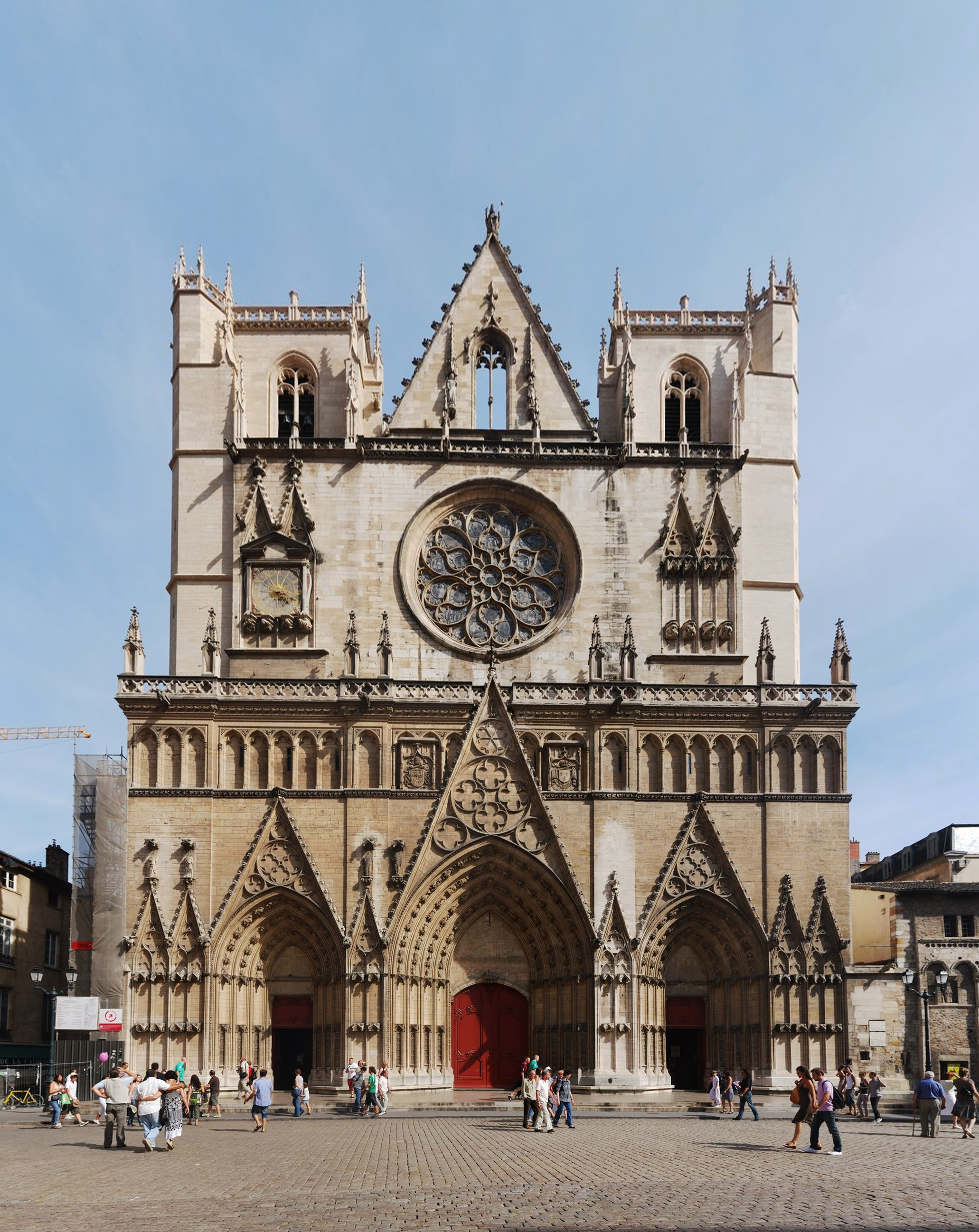
Собор Сен-Жан.

«Вьё Лио́н — Катедра́ль Сен-Жан» (фр. Vieux Lyon – Cathédrale Saint-Jean) — станция линии D Лионского метрополитена. С этой станции производится пересадка на обе линии фуникулёра.

## Расположение
Станция находится в центре исторического города, в 5-м округе Лиона, в районе Старый Лион, в квартале Сен-Жан. Платформа станции расположена на большой глубине под авеню Адольф Макс (фр. avenue Adolphe Max), поблизости от собора Святого Иоанна (фр. cathédrale Saint Jean). Вход на станцию производится через станцию фуникулёров, на пересечении авеню Адольф Макс и авеню Дойенне (фр. avenue du Doyenné).

## Особенности
Станция соединена с двумя фуникулёрами, ведущими из исторического центра на вершину холма Фурвьер и открытыми в 1878 и 1900 годах. Станция метро открыта 9 сентября 1991 года в составе первой очереди линии D от станции Горж де Лу до станции Гранж Бланш. Состоит из двух путей и двух боковых платформ. Пассажиропоток в 2006 году составил 270 792 чел./мес. (включая пассажиров фуникулёров).
Эта станция — самого глубокого заложения изо всех в Лионском метрополитене. Она оснащена тремя длинными эскалаторами для связи с поверхностью. Вход на станцию осуществляется через вестибюль, общий с двумя линиями фуникулёров. Её проект был разработан архитектурным бюро под руководством Бернара Гарби (фр. Bernard Garbit) и Бернара Пошона (фр. Bernard Pochon). Станция украшена абстрактной скульптурой Жоржа Жормийе (фр. George Geormillet) под названием In Aeternum Renatus, находящуюся на мезонине.

## Происхождение названия
Первая часть в названии станции переводится с французского как Старый Лион и является названием средневекового квартала, в котором станция расположена. Вторая часть переводится как Собор святого Иоанна и названа по расположенному в непосредственной близости от выходов станции кафедральному собору города.

## Достопримечательности
- Сен-Жан[фр.] — средневековый квартал Лиона
- Площадь Сен-Жан[фр.]
- Площадь Бенуа Крепю[фр.]
- Площадь Трините[фр.]
- Подъём Гургийон[фр.]
- Улица Бёф[фр.]
- Трабуль Розовой башни
- Длинная трабуль
- Собор Святого Иоанна (Сен-Жан) (1165—1481) — кафедральный собор Лиона
- Храм Шанж[фр.] (XVIII век) — бывшая биржа, бывший протестантский храм
- Церковь Святого Георгия (Сен-Жорж)[фр.] (1845—1848)
- Дом Шамарье[фр.] (XIII век)
- Музей Гадань[фр.] (XV—XVI век)
- Лионский дворец юстиции[фр.] (1835—1847)
- Лионский фуникулёр

## Наземный транспорт
Со станции существует пересадка на следующие виды транспорта:

  — автобус